# Barum Czech Rally Zlín

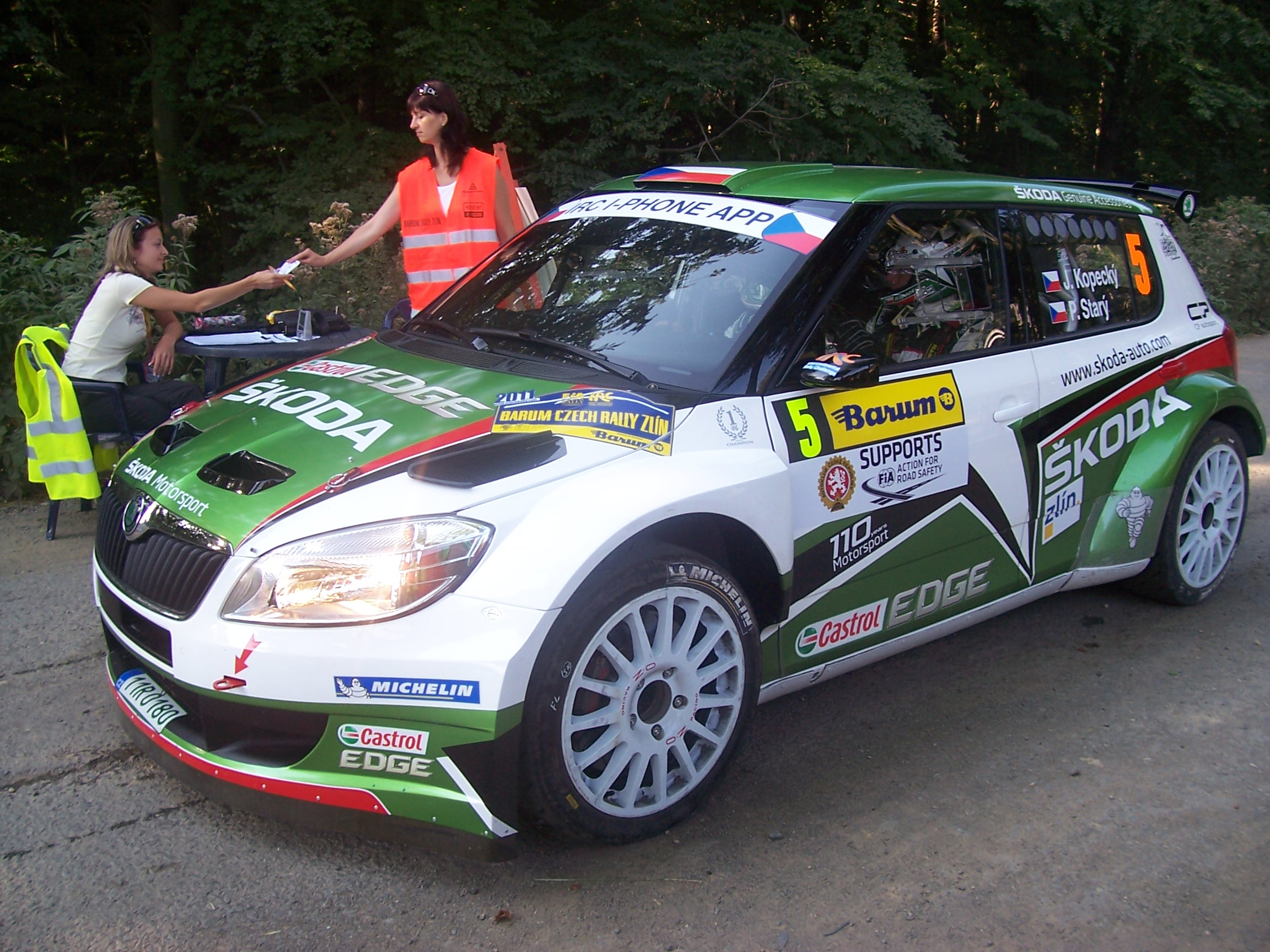
Jan Kopecký met een Škoda Fabia S2000 aan de finish in de shakedown van de Barum Rally 2011.

De Barum Czech Rally Zlín (ook wel Barum Rally en Barum Rally Zlín genoemd) is een asfaltrally gehouden in Tsjechië. De rally maakt momenteel deel uit van het Europees kampioenschap rally en maakte eerder deel uit van de Intercontinental Rally Challenge. De rally wordt gehouden in de bossen ten oosten van Zlín richting de Slowaakse grens.

## Geschiedenis
Als onderdeel van de viering van de nieuw gebouwde Barum-bandenfabriek in Otrokovice werd in 1971 een mini-amateurrally georganiseerd door enkele autoliefhebbers. Historisch kan dit gezien worden als de eerste Barum Rally. De eerste winnaar was de Tsjecho-Slowaakse ploeg Halmazňa-Kostruh met een Škoda 1100 MB.
De Barum Rally 1972 was al opgenomen in het Tsjecho-Slowaaks kampioenschap rally 1972. De favoriet op dat moment was Vladimír Hubáček met een Alpine A110. Buitenlandse rijders zoals Walter Röhrl of Franz Wittmann verschenen ook al snel aan de start. In de tweede helft van de jaren zeventig domineerde de Škoda 130 RS. John Haugland won daarmee de jaren 1976, 1979 en 1980, in 1977 won Václav Blahna met dezelfde auto en in 1978 Jiří Šedivý.
In de jaren tachtig begon de wedstrijd zijn eigen karakter te krijgen. De Škoda 130 LR ging in première tijdens de Barum Rally van 1985 en won het volledige podium. Enkele jaren werd de rally gedeeltelijk georganiseerd in Slowakije. Eind jaren tachtig wonnen Leo Pavlík, Attila Ferjáncz en opnieuw Wittmann.
In de jaren negentig streden Patrick Snijers, Erwin Weber, Raimund Baumschlager en Enrico Bertone om de titel van Europees kampioen. In de tweede helft van de jaren negentig begonnen de proeven op het Tatra-testterrein in Kopřivnice.
De jongste wedstrijdwinnaar was Roman Kresta die de Barum Rally in 2000 won met een Škoda Octavia WRC en een jaar later dit succes herhaalde. Recentere winnaars zijn onder andere Freddy Loix, Juho Hänninen en de afgelopen jaren werd de rally gedomineerd door Jan Kopecký die zijn thuisevenement meerdere keer heeft gewonnen.